# مصفوفة النمو والمشاركة

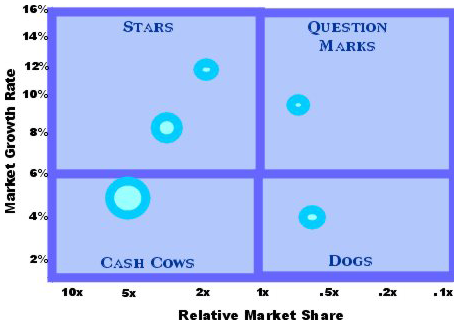

مصفوفة النمو والمشاركة من أهم نماذج المفاضلة بين البدائل الاستراتيجية للمنظمات، وهي من أوسع الاساليب المستخدمة في التحليل انتشارًا، وتعتمد هذه المصفوفة على تمييز أنشطة المنظمة المختلفة على أنها مولودة أو مستخدمة من قبل.
ولاستخدام تلك المصفوفة، تقوم الشركة بتحليل وحدات نشاط الاستراتيجية الخاصة بها على أساس بُعدين أساسيين هما :
1. معدلات النمو في السوق (نسبة النمو في المبيعات).
2. الموقف التنافسي النسبي (الحصة السوقية).

ويتم وضع وحدات النشاط داخل المصفوفة والتي تتكون من أربع خلايا، وهم:
- فئة النجوم - Stars
- فئة الكلاب - Dogs
- فئة البقر الحلوب - Cash Caws
- فئة علامات الاستفهام - Question Marks